# José Vicente García Acosta
Pour les articles homonymes, voir Acosta et García.
José Vicente Chente García Acosta est un coureur cycliste espagnol né le 4 août 1972 à Tafalla (Navarre). Il fait ses débuts professionnels en 1995 au sein de l'équipe espagnole Banesto, devenue Caisse d'Épargne puis Movistar et dont il est membre jusqu'à la fin de sa carrière annoncée en octobre 2011. Il est actuellement directeur sportif de l'équipe Movistar.

## Biographie
En 2000, il remporte en échappée la 13e étape du Tour de France. Il gagne l'étape en solitaire à Draguignan,  devançant de moins de trente secondes les Français Nicolas Jalabert (ONCE-Deutsche Bank) et Pascal Hervé (Polti) qui étaient dans l'échappée avec lui. Lors de ce Tour, il travaille également pour son coéquipier Francisco Mancebo qui termine neuvième du classement général final avec le maillot de meilleur jeune. Il est 53e à l'arrivée à Paris, son meilleur classement sur le Tour de France.
García Acosta doit abandonner lors de la 5e étape du Tour d'Espagne 2011 à cause d'une chute qui lui provoque plusieurs fractures à l'avant-bras et à une côte. Après quelques semaines de réflexion, il met un terme à sa carrière professionnelle un mois plus tard, à l'âge de 39 ans.
José Vicente Garcia Acosta totalise 8 victoires dans sa carrière professionnelle.
Quelques mois plus tard, il intègre le staff technique de l'équipe cycliste Movistar, au départ du Giro. Il va découvrir cette course qu'il n'a jamais disputé lorsqu'il était coureur, lui qui a pris le départ de quinze Tour d'Espagne et douze Tour de France.

## Palmarès
- 1992
  - Tour de Salamanque
  - 3e de la Prueba Alsasua
- 1996
  - Tour de Navarre :
    - Classement général
    - 5eb étape (contre-la-montre)

  - 2e du Mémorial Manuel Galera
- 1997
  - 14e étape du Tour d'Espagne
- 1998
  - Grand Prix Eddy Merckx (avec Abraham Olano)
- 2000
  - 13e étape du Tour de France
- 2002
  - 19e étape du Tour d'Espagne
- 2003
  - 2e étape du Tour de Castille-et-León (contre-la-montre par équipes)
  - 2e étape du Tour de Burgos
- 2004
  - 2e étape du Tour de Castille-et-León (contre-la-montre par équipes)
- 2006
  - 3e étape du Tour de Castille-et-León
- 2007
  - 1re étape du Tour méditerranéen (contre-la-montre par équipes)
- 2011
  - 3e étape du Tour de Burgos (contre-la-montre par équipes)

## Résultats sur les grands tours

### Tour de France
12 participations
- 1997 : non-partant (4e étape)
- 1998 : non-partant (17e étape)
- 1999 : 68e
- 2000 : 53e, vainqueur de la 13e étape
- 2001 : abandon (16e étape)
- 2002 : 122e
- 2003 : 125e
- 2004 : 86e
- 2005 : 148e
- 2006 : 115e
- 2007 : 91e
- 2008 : 141e

### Tour d'Espagne
15 participations
- 1997 : 62e, vainqueur de la 14e étape
- 1998 : 48e
- 1999 : 53e
- 2000 : 63e
- 2001 : 111e
- 2002 : 75e, vainqueur de la 19e étape
- 2003 : 108e
- 2004 : 106e
- 2005 : 71e
- 2006 : 104e
- 2007 : 124e
- 2008 : 119e
- 2009 : 137e
- 2010 : 115e
- 2011 : abandon (5e étape)

## Classements mondiaux
| Année              | 2005 |
| ------------------ | ---- |
| Classement ProTour | 174e |